# Porcupine Plateau
Das Porcupine Plateau ist ein Hochland im Nordosten Alaskas und im Norden des kanadischen Yukon-Territoriums, das zu den Intermontane Plateaus gezählt wird. Es liegt zwischen der Brookskette im Nordwesten, der Old Crow Ebene im Nordosten, den Richardson Mountains im Osten, den Ogilvie Mountains im Süden sowie der weitläufigen Tiefebene Yukon Flats im Westen.
Der Norden des Hochlandes gehört fast komplett zum südlichen Teil des Arctic National Wildlife Refuges, einem Großschutzgebiet in Alaska. Im Zentrum des Gebietes liegt der Ni'iinlii Njik (Fishing Branch) Territorial Park, ein kanadischer Provinzpark.

## Relief
Das Porcupine Plateau ist ein Gebiet mit sanften, weit auseinanderliegenden Hügeln, breiten Tälern und niedrigen Bergrücken, die im Allgemeinen über 300 m hoch sind und zwischen den Flüssen Old Crow und Porcupine liegen. Aus dieser Ebene ragen einige flache Gipfel mit einer Höhe von 500 bis 750 m; einige Gipfel erreichen über 1000 m. Der Thazzik Mountain im äußersten Westen des Gebietes – eine zerklüftete, vergletscherte Berggruppe (die an anderer Stelle zur Brookskette gerechnet wird) – erhebt sich bis auf 1716 m.

## Gewässer
Das gesamte Plateau, mit Ausnahme des äußersten nordöstlichen Teils, wird durch Nebenflüsse des Yukon River entwässert. Die Flüsse Teedriinjik, Sheenjek und Coleen entspringen in der Brookskette und fließen in breiten Tälern, die mit Moränen und Auswaschungsterrassen bedeckt sind, nach Süden über die Hochebene. Der Porcupine River durchquert das Plateau in einem schmalen, von Felsen gesäumten Canyon, der 15 bis 150 m tief ist. Die Flüsse Draanjik und Little Black, die den südöstlichen Teil des Gebiets entwässern, schlängeln sich durch breite, unregelmäßige Ebenen. In den Niederungen und auf niedrigen Pässen liegen verstreute Schmelzwasserseen; hingegen gibt es im Hochland keine Gletscher.

## Klima, Vegetation und Tierwelt, Besiedlung
Das Hochland hat ein kaltgemäßigtes Klima und wird aufgrund der Höhenlage von Waldtundra dominiert. In den Niederungen wächst borealer Nadelwald und auf den Bergen finden sich großflächige Bereiche mit baumloser Zwergstrauch- oder Wiesen-Tundra. Die Tierwelt entspricht der nördlichen Nearktis beziehungsweise den typischen Arten der borealen Zone.
Eine Besonderheit ist die Porcupine-Herde des Karibus (Rangifer tarandus granti): Das gesamte Hochland liegt im Zentrum ihres Verbreitungsgebietes. Seit alters her ist mit dieser Herde das indigene Volk der Gwich'in (zu den Athabasken gehörende Indianer) verbunden, die noch heute den wesentlichsten Beitrag zur Subsistenz der Ethnie beiträgt. Die Gwich'in stellen im extrem dünn besiedelten Hochland die Bevölkerungsmehrheit.